# Catadoides punctata
Catadoides punctata är en fjärilsart som beskrevs av George Thomas Bethune-Baker 1908. Catadoides punctata ingår i släktet Catadoides och familjen nattflyn. Inga underarter finns listade i Catalogue of Life.